# Gajo Bulat (prevoditelj)
Gajetan Gajo Bulat (Zadar, 8. lipnja 1867. − Split, 21. ožujka 1927.) je bio hrvatski prevoditelj, političar i trgovinski dužnosnik. Prevodio je Šenoinu poeziju na talijanski. Bio je tajnikom Trgovinsko-obrtničke komore u Splitu nekoliko desetljeća. Sinovac je Gaje Filomena Bulata, čiji je odvjetnički ured preuzeo nakon njegove smrti.

## Životopis
Rodio se je u Zadru 1867. godine. U rodnom gradu išao je u pučku školu, u Splitu u klasičnu gimnaziju. Pravo je studirao u Zagrebu, Beču i Gradcu gdje je i doktorirao. 
Radio je u struci kod strica Gaje Filomena Bulata u njegovom odvjetničkom uredu, koji je poslije preuzeo poslije stričeve smrti.
Starosta Hrvatskog sokola u Splitu u nekoliko mandata. 
Od 1885. do 1893. bio je načelnikom splitske općine. 
Od 1910. godine sve do kraja Austro-Ugarske 1918. bio je zastupnikom Narodne hrvatske stranke u Dalmatinskom saboru. 
U politici bio je početkom 1920-ih visokim lokalnim dužnosnikom Samostalne demokratske stranke.